# Cacia grossepunctipennis
Cacia grossepunctipennis är en skalbaggsart som beskrevs av Stefan von Breuning 1966. Cacia grossepunctipennis ingår i släktet Cacia och familjen långhorningar.
Artens utbredningsområde är Filippinerna. Inga underarter finns listade.